# Batyk
Batyk là một thị trấn thuộc hạt Zala, Hungary. Thị trấn này có diện tích 8,09 km², dân số năm 2010 là 399 người, mật độ 49 người/km².